# Paqui Bernal
Paqui Bernal (La Rinconada) és una escriptora espanyola. Ha publicat obres de narrativa i poesia, i resideix a Barcelona. És llicenciada en Filologia Romànica i Anglogermànica. Va començar a escriure després del seu pas per l’Ateneu Barcelonès i posteriorment va cursar un màster en Creació Literària a la Universitat Pompeu Fabra. Ha exercit com a professora d’anglès a secundària i a l’Escola Oficial d’Idiomes.
Entre les seves obres es troben la novel·la La mirada vaciada (Nova Casa Editorial, 2021), que va ser traduïda al català l’any següent com a La mirada esvaïda. Segons la crítica Ana Moya, publicada al portal Algunos Libros Buenos, l’obra indaga en els mecanismes del desig i les relacions tòxiques, i planteja una reflexió sobre els rols de gènere i les seves transgressions. Ha traduït al castellà el poema «Razón del cuerpo» de Maria-Mercè Marçal, publicat a la revista literària Saranchá. En l’àmbit poètic, ha publicat el recull Primavera el otoño (Ediciones Endymion, 2024). L'any següent va publicar la novel·la Los niños se callan (Viento Norte Editorial, 2025).